# 세 줄 요약
세 줄 요약은 글을 읽기 귀찮아 하는 사람들을 위해 세 줄로 핵심 내용을 요약하는 인터넷 커뮤니티의 문화이다. 디시인사이드로부터 시작되었으며, 꼭 세 줄이 아니라 한/두/네 줄 요약도 포함된다. 영어권에서는 tl;DR(too long; Don't read)이 같은 의미로 존재한다.

## 유래
디시인사이드에서는 어떠한 사건이 일어나면 글이 아주 많이 올라오기 시작한다. 이 때, 상황을 잘 모르는 사람들이 댓글에 "요약좀", "세줄요약좀"과 같은 댓글을 써 상황을 파악하려고 했다. 점점 일반 장문의 글에도 그런 댓글이 달리기 시작했고, 묻고 답하기 귀찮았던 사람들은 아예 글의 맨 앞이나 맨 뒤에 요약을 넣었다. 이것이 지금의 세 줄 요약이 되었다.